# Querelle des Lullystes et des Ramistes
La querelle des Lullystes et des Ramistes (ou querelle des Anciens contre les Modernes[réf. nécessaire]) est une controverse esthétique qui secoua le monde musical parisien à partir de 1733 et qui opposa les défenseurs des traditions de l'Académie royale de musique, fidèles à l'esthétique de Jean-Baptiste Lully, et considérant le style de Rameau comme trop « italien », aux partisans de celui-ci, éblouis par son génie et louant la richesse et la complexité de cette nouvelle musique.

## La tragédie lyrique, genre au centre de la querelle
Rameau écrit sa première tragédie lyrique à l'âge de 50 ans. La création d'Hippolyte et Aricie en 1733 a un impact immense, les réactions du public allant de l'excitation et l'admiration à la stupéfaction et au dégoût. C'est cette œuvre qui provoque la longue controverse entre les lullystes (ou lullistes) et les ramistes (parfois appelés par provocation les "rameauneurs").
Les lullistes reprochent à Rameau, pour certains une musique trop savante, trop calculée, pour les autres une musique qui prend trop d'autonomie au détriment du texte et de la signification, pour d'autres encore le style italianisant loin du goût français de l'époque. « Je les [les opéras nouveaux] déteste, c'est un vacarme affreux, ce n'est que du bruit, on en est étourdi. Toutes les voix sont couvertes par l'orchestre ; et comment veut-on que je ne m'ennuie pas à un opéra dont je ne puis entendre un seul mot. » Les conservateurs craignent également que Rameau éclipse le répertoire traditionnel et surtout les œuvres de Lully, considéré comme le "père de l'opéra français" et le maître incontesté de la tragédie lyrique. La jalousie professionnelle joua aussi un rôle pour certains compositeurs et librettistes, et Rameau trouva également une opposition chez certains interprètes d'opéra. On lui prête d'ailleurs la sentence que pour interpréter un opéra de Lully, il faut des acteurs, mais pour les siens, il faut des chanteurs.

## Suite de la controverse
La querelle continua avec les autres œuvres de Rameau, l'opéra-ballet Les Indes galantes en 1735, la tragédie lyrique Castor et Pollux en 1737, et atteignit des sommets en 1739 avec Dardanus. Pourtant, Rameau conserve la structure dramatique de la tragédie lyrique telle que définie par Lully, en cinq actes et composée des mouvements classiques (ouverture, récitatif, air, chœur et suite de danses) ; il élargit simplement la palette expressive de l'opéra français. Ainsi, les récitatifs de Rameau utilisent d'amples sauts mélodiques et contrastent avec le style plus déclamatoire et l'expression contenue de Lully. On l'entend clairement par exemple dans le premier récitatif entre Phébé et sa servante Cléone dans Castor et Pollux (acte I, scène 1 de la version de 1754). Rameau enrichit également le vocabulaire harmonique en utilisant notamment des accords de neuvième.
Rameau fut l'objet de gravures satiriques et de poèmes calomnieux (tels celui de Pierre-Charles Roy). La dispute se calma peu à peu durant la décennie suivante, au fur et à mesure que le public français s'habituait au discours musical puissant et sophistiqué du compositeur, et à l'idée qu'un grand théoricien pouvait être aussi un grand artiste. Cependant, des échos de la controverse subsistent après les années 1750. Malgré ces remous esthétiques, les opéras de Rameau connurent le succès, et la querelle musicale s'acheva lorsque le roi Louis XV prit Rameau à son service. Ce dernier allait bientôt devenir la cible de la nouvelle Querelle des Bouffons.

## Témoignages contemporains de la querelle
Un contributeur anonyme des Observations sur les écrits modernes écrit en 1735 « La musique est une perpétuelle magie, la nature n'y a aucune part. Rien de si scabreux et de si raboteux, c'est un chemin où l'on cahote sans cesse. [...] L'excellent trémoussoir que cet opéra, dont les airs seraient très propres à ébranler les nerfs d'un paralytique ! Que ces secousses violentes sont différentes du doux ébranlement que savent opérer Campra, des Touches, Montéclair, Mouret, etc. L'inintelligibillité, le galimatias, le néologisme veulent donc passer du discours dans la musique ; c'en est trop, je suis tiraillé, écorché, disloqué par cette diabolique sonate des Indes Galantes. J'en ai la tête tout ébranlée. »
Le duc de Luynes en parle dans ses mémoires : « La musique de Rameau a en général un grand nombre de partisans, et il faut convenir qu'elle est remplie d'harmonie. Les amateurs de Lully trouvent que Rameau est quelquefois singulier, et que plusieurs de ses ouvrages sont dans le goût italien : c'est le jugement que ses critiques ont porté sur les opéras de sa composition qui ont paru ; cependant on ne peut s'empêcher d'avouer que c'est un des plus grands musiciens que nous ayons. »
Denis Diderot, un temps soutien de Rameau dans la querelle, l'évoque (avec des pseudonymes) au 
chapitre 13 de ses Bijoux indiscrets. Une dizaine d'années plus tard, Rousseau - par la voix de Saint-Preux en 1735 - fait une satire de la musique française, dont le représentant implicite serait Lully, tandis que la musique italienne est louée dans la lettre XLVIII de la première partie de Julie ou La Nouvelle Héloïse : "Laisse donc pour jamais cet ennuyeux et lamentable chant français qui ressemble au cri de la colique mieux qu'aux transports des passions".